# آلیس پتن
آلیس پتن (انگلیسی: Alice Patten) بازیگر سینما و تلویزیون اهل انگلستان است. وی از سال ۲۰۰۲ میلادی تا کنون مشغول به فعالیت هنری بوده‌است.
وی دانش‌اموختهٔ مدرسه آیلند در هنگ کنگ بریتانیا و «کوئینز کالج» در دانشگاه کمبریج است.

## گزیدهٔ آثار

### سینما
- زعفرانی رنگش کن (۲۰۰۶)

### تلویزیون
- دانتون ابی (۲۰۱۴)
- مرلین (۲۰۱۰–۲۰۰۹)